# Schnellfahrstrecke Turin–Mailand
| Streckennummer (RFI): | 9                    |                                                                               |                                                                               |
| Kursbuchstrecke (IT): | 11                   |                                                                               |                                                                               |
| Streckenlänge: | 125 km               |                                                                               |                                                                               |
| Spurweite: | 1435 mm (Normalspur) |                                                                               |                                                                               |
| Stromsystem: | 25 kV 50 Hz ~        |                                                                               |                                                                               |
| Maximale Neigung: | 15 ‰                 |                                                                               |                                                                               |
| Minimaler Radius: | 5440 m               |                                                                               |                                                                               |
| Streckengeschwindigkeit: | 300 km/h             |                                                                               |                                                                               |
| |                      |                                                                               |                                                                               |
| \| \| 0,000 \| Torino Porta Nuova \| Torino Porta Nuova \| \| \| 1,0920,000 \| nach Pinerolo–Torre Pellice und nach Genua \| nach Pinerolo–Torre Pellice und nach Genua \| \| \| 1,400 \| Galleria Copertura Trincea \| Galleria Copertura Trincea \| \| \| 1,465 \| Quadrivio Zappata (von Pinerolo–Torre Pellice/von Genua) \| Quadrivio Zappata (von Pinerolo–Torre Pellice/von Genua) \| \| \| 2,139 \| Bivio Crocetta (von und nach Bardonecchia) \| Bivio Crocetta (von und nach Bardonecchia) \| \| \| 3,566 \| Galleria Copertura Trincea (von Torino Lingotto) \| Galleria Copertura Trincea (von Torino Lingotto) \| \| \| 3,9435,850 \| Torino Porta Susa \| Torino Porta Susa \| \| \| 9,359 \| PM Torino Reb. Fossata \| PM Torino Reb. Fossata \| \| \| 10,006 \| Galleria Passante \| Galleria Passante \| \| \| \| Stura di Lanzo \| \| \| \| 12,84510,898 \| Torino Stura \| Torino Stura \| \| \| \| A 4 \| \| \| \| 12,0900,000 \| ex Bivio Stura (nach Mailand) \| ex Bivio Stura (nach Mailand) \| \| \| 0,938 \| Cambio segnalamento \| Cambio segnalamento \| \| \| \| Ferrovia Canavesana \| \| \| \| \| Malone \| \| \| \| \| Orco \| \| \| \| \| nach Chivasso \| \| \| \| 21,585 \| Galleria artificiale (1688 m) \| Galleria artificiale (1688 m) \| \| \| 23,273 \| \| \| \| \| \| Dora Baltea \| \| \| \| 31,798 \| PM Cigliano \| PM Cigliano \| \| \| (0,000) \| Interconnessione vercellese ovest \| Interconnessione vercellese ovest \| \| \| \| von Turin \| \| \| \| (6,120) \| Bianzè \| Bianzè \| \| \| \| nach Mailand \| \| \| \| \| \| \| \| \| 38,647 \| PM Alice Castello \| PM Alice Castello \| \| \| \| A 4/A 26 \| \| \| \| \| Santhià–Biella \| \| \| \| \| Elvo \| \| \| \| \| Santhià–Arona \| \| \| \| \| Cervo \| \| \| \| \| Sesia \| \| \| \| 68,206 \| PC Recetto \| PC Recetto \| \| \| \| A 26 \| \| \| \| \| Biella–Novara \| \| \| \| \| \| \| \| \| \| Novara–Varallo, Domodossola–Novara, Alessandria–Novara–Arona und Novara–Luino \| \| \| \| \| \| \| \| \| 84,686(0,000) \| Bivio Novara Ovest \| Bivio Novara Ovest \| \| \| \| Saronno–Novara \| \| \| \| (3,675) \| Novara Boschetto \| Novara Boschetto \| \| \| \| nach Turin-Mailand \| \| \| \| (3,810) \| Novara FNM \| Novara FNM \| \| \| \| von Saronno \| \| \| \| \| \| \| \| \| \| Ticino \| \| \| \| 102,731 \| PC Marcallo \| PC Marcallo \| \| \| \| Turin–Mailand \| \| \| \| \| A 4 \| \| \| \| 121,700 \| Cambio segnalamento \| Cambio segnalamento \| \| \| 122,043 \| PM Rho Fiera \| PM Rho Fiera \| \| \| \| von Turin und von Domodossola \| \| \| \| 122,495 \| Rho Fiera \| Rho Fiera \| \| \| 126,5898,526 \| Milano Certosa \| Milano Certosa \| \| \| \| U-Bahn und nach Milano Porta Garibaldi \| \| \| \| \| Mailand–Saronno \| \| \| \| \| Mailand–Asso \| \| \| \| \| nach Chiasso, nach Venedig, nach Bologna und nach Genua \| \| \| \| 0,000 \| Milano Centrale \| Milano Centrale \| |                      |                                                                               |                                                                               |
| Kopfbahnhof Streckenanfang | 0,000                | Torino Porta Nuova                                                            | Torino Porta Nuova                                                            |
| Abzweig geradeaus und nach links | 1,0920,000           | nach Pinerolo–Torre Pellice und nach Genua                                    | nach Pinerolo–Torre Pellice und nach Genua                                    |
| Tunnelanfang | 1,400                | Galleria Copertura Trincea                                                    | Galleria Copertura Trincea                                                    |
| Abzweig geradeaus und von links (im Tunnel) | 1,465                | Quadrivio Zappata (von Pinerolo–Torre Pellice/von Genua)                      | Quadrivio Zappata (von Pinerolo–Torre Pellice/von Genua)                      |
| Abzweig geradeaus, nach links und von links (im Tunnel) | 2,139                | Bivio Crocetta (von und nach Bardonecchia)                                    | Bivio Crocetta (von und nach Bardonecchia)                                    |
| Abzweig geradeaus und von links (im Tunnel) | 3,566                | Galleria Copertura Trincea (von Torino Lingotto)                              | Galleria Copertura Trincea (von Torino Lingotto)                              |
| Bahnhof (im Tunnel) | 3,9435,850           | Torino Porta Susa                                                             | Torino Porta Susa                                                             |
| Dienststation / Betriebs- oder Güterbahnhof (im Tunnel) | 9,359                | PM Torino Reb. Fossata                                                        | PM Torino Reb. Fossata                                                        |
| Tunnelende | 10,006               | Galleria Passante                                                             | Galleria Passante                                                             |
| Brücke über Wasserlauf |                      | Stura di Lanzo                                                                | Stura di Lanzo                                                                |
| Bahnhof | 12,84510,898         | Torino Stura                                                                  | Torino Stura                                                                  |
| Strecke mit Straßenbrücke |                      | A 4                                                                           | A 4                                                                           |
| Abzweig geradeaus und nach rechts | 12,0900,000          | ex Bivio Stura (nach Mailand)                                                 | ex Bivio Stura (nach Mailand)                                                 |
| Strecke | 0,938                | Cambio segnalamento                                                           | Cambio segnalamento                                                           |
| Kreuzung geradeaus oben |                      | Ferrovia Canavesana                                                           | Ferrovia Canavesana                                                           |
| Brücke über Wasserlauf |                      | Malone                                                                        | Malone                                                                        |
| Brücke über Wasserlauf |                      | Orco                                                                          | Orco                                                                          |
| Kreuzung geradeaus oben |                      | nach Chivasso                                                                 | nach Chivasso                                                                 |
| Tunnelanfang | 21,585               | Galleria artificiale (1688 m)                                                 | Galleria artificiale (1688 m)                                                 |
| Tunnelende | 23,273               |                                                                               |                                                                               |
| Brücke über Wasserlauf |                      | Dora Baltea                                                                   | Dora Baltea                                                                   |
| Dienststation / Betriebs- oder Güterbahnhof | 31,798               | PM Cigliano                                                                   | PM Cigliano                                                                   |
| Verschwenkung von links · Verschwenkung von rechts | (0,000)              | Interconnessione vercellese ovest                                             | Interconnessione vercellese ovest                                             |
| Abzweig geradeaus und von rechts · Strecke |                      | von Turin                                                                     | von Turin                                                                     |
| Bahnhof · Strecke | (6,120)              | Bianzè                                                                        | Bianzè                                                                        |
| Strecke nach rechts · Strecke |                      | nach Mailand                                                                  | nach Mailand                                                                  |
| Verschwenkung nach rechts |                      |                                                                               |                                                                               |
| Dienststation / Betriebs- oder Güterbahnhof | 38,647               | PM Alice Castello                                                             | PM Alice Castello                                                             |
| Brücke |                      | A 4/A 26                                                                      | A 4/A 26                                                                      |
| Kreuzung geradeaus oben |                      | Santhià–Biella                                                                | Santhià–Biella                                                                |
| Brücke über Wasserlauf |                      | Elvo                                                                          | Elvo                                                                          |
| Kreuzung geradeaus oben |                      | Santhià–Arona                                                                 | Santhià–Arona                                                                 |
| Brücke über Wasserlauf |                      | Cervo                                                                         | Cervo                                                                         |
| Brücke über Wasserlauf |                      | Sesia                                                                         | Sesia                                                                         |
| Überleitstelle / Spurwechsel | 68,206               | PC Recetto                                                                    | PC Recetto                                                                    |
| Strecke mit Straßenbrücke |                      | A 26                                                                          | A 26                                                                          |
| Kreuzung geradeaus oben |                      | Biella–Novara                                                                 | Biella–Novara                                                                 |
| |                      |                                                                               |                                                                               |
| Kreuzung geradeaus oben |                      | Novara–Varallo, Domodossola–Novara, Alessandria–Novara–Arona und Novara–Luino | Novara–Varallo, Domodossola–Novara, Alessandria–Novara–Arona und Novara–Luino |
| |                      |                                                                               |                                                                               |
| Verschwenkung von links · Verschwenkung von rechts | 84,686(0,000)        | Bivio Novara Ovest                                                            | Bivio Novara Ovest                                                            |
| Kreuzung geradeaus oben · Kreuzung geradeaus unten |                      | Saronno–Novara                                                                | Saronno–Novara                                                                |
| Dienststation / Betriebs- oder Güterbahnhof · Strecke | (3,675)              | Novara Boschetto                                                              | Novara Boschetto                                                              |
| Abzweig geradeaus, nach links und von links · Strecke |                      | nach Turin-Mailand                                                            | nach Turin-Mailand                                                            |
| Bahnhof · Strecke | (3,810)              | Novara FNM                                                                    | Novara FNM                                                                    |
| Strecke nach rechts · Strecke |                      | von Saronno                                                                   | von Saronno                                                                   |
| Verschwenkung nach rechts |                      |                                                                               |                                                                               |
| Brücke über Wasserlauf |                      | Ticino                                                                        | Ticino                                                                        |
| Überleitstelle / Spurwechsel | 102,731              | PC Marcallo                                                                   | PC Marcallo                                                                   |
| Kreuzung geradeaus oben |                      | Turin–Mailand                                                                 | Turin–Mailand                                                                 |
| Brücke |                      | A 4                                                                           | A 4                                                                           |
| Strecke | 121,700              | Cambio segnalamento                                                           | Cambio segnalamento                                                           |
| Dienststation / Betriebs- oder Güterbahnhof | 122,043              | PM Rho Fiera                                                                  | PM Rho Fiera                                                                  |
| Abzweig geradeaus und von links |                      | von Turin und von Domodossola                                                 | von Turin und von Domodossola                                                 |
| Haltepunkt / Haltestelle | 122,495              | Rho Fiera                                                                     | Rho Fiera                                                                     |
| Bahnhof | 126,5898,526         | Milano Certosa                                                                | Milano Certosa                                                                |
| Abzweig geradeaus, nach rechts und von rechts |                      | U-Bahn und nach Milano Porta Garibaldi                                        | U-Bahn und nach Milano Porta Garibaldi                                        |
| Kreuzung geradeaus oben |                      | Mailand–Saronno                                                               | Mailand–Saronno                                                               |
| Kreuzung geradeaus oben |                      | Mailand–Asso                                                                  | Mailand–Asso                                                                  |
| Abzweig geradeaus, nach links und von links |                      | nach Chiasso, nach Venedig, nach Bologna und nach Genua                       | nach Chiasso, nach Venedig, nach Bologna und nach Genua                       |
| Kopfbahnhof Streckenende | 0,000                | Milano Centrale                                                               | Milano Centrale                                                               |

Die Schnellfahrstrecke Turin–Mailand verbindet die Industriemetropolen Mailand und Turin und ist Teil des italienischen Hochgeschwindigkeitsnetzes sowie der TEN-Achse Nr. 6.
Der 86,4 Kilometer lange Streckenabschnitt zwischen Turin und Novara wurde vor Beginn der Olympischen Winterspiele in Turin im Februar 2006 eröffnet. Der 38,3 Kilometer lange Streckenabschnitt zwischen Novara und Mailand folgte am 5. Dezember 2009.

## Streckenverlauf
Die Schnellfahrstrecke beginnt beim Bahnhof Torino Stura und endet kurz vor den Toren Mailands beim Bahnhof Milano Certosa. Die Strecke verläuft zu großen Teilen parallel zur Autobahn A4. Zur bestehenden Strecke gibt es zwei Verbindungen, Vercelli West und Novara West. Ein Abzweig Novara Ost ist vorbereitet, jedoch noch nicht fertig gebaut worden. Im Zusammenhang mit dem Bau der Schnellfahrstrecke wird der Bahnhof Torino Porta Susa umgebaut. In Zukunft ist geplant, die Linie im Westen im Rahmen einer Schnellfahrstrecke Turin–Lyon zu verlängern.
Die Strecke umfasst 21 größere Brücken von bis zu 3800 Meter Länge sowie 25 Tunnel von bis zu 1500 Metern Länge.

## Geschichte
Am 6. Oktober 2005 erreichte ein ETR 500 eine Geschwindigkeit von 350,8 km/h. Am 10. Februar 2006 wurde der Betrieb aufgenommen. Zunächst wurden zwei Eurostar-Zugpaare pro Tag angeboten.
Am 10. Februar 2006 ging – für die Olympischen Winterspiele der Abschnitt zwischen Torino Stura (Streckenkilometer 0,3) und Novara (Interconnessione Novara Ovest, Streckenkilometer 84,3) in Betrieb. Die restlichen 38 Kilometer bis Milano Certosa sollten im Juli 2009 folgen.
Mit der Eröffnung des Streckenabschnitts zwischen Turin und Novara verkürzte sich die Reisezeit zwischen Mailand und Turin auf 87 Minuten. Seit der Fertigstellung des restlichen Abschnitts zwischen Novara und Mailand beträgt die Fahrzeit noch 52 Minuten.
Da das Zugsicherungssystem ETCS Level 2 zu Beginn noch nicht einsatzbereit war, konnte jeweils nur ein Zug pro Richtung den Neubauabschnitt benutzen. Mit Fertigstellung der gesamten Strecke wird sich, in Verbindung mit der alten Strecke, die maximale Zuganzahl von heute 244 auf 484 pro Tag erhöhen.
Am 25. Mai 2006 stellte eine ETR-500-Garnitur im Abschnitt Turin–Novara mit 352,026 km/h einen neuen Geschwindigkeitsrekord für Schienenfahrzeuge in Italien auf. Am 3. Dezember 2015 stellte die ETR-400-Einheit 03 auf der Strecke mit 390,7 km/h einen weiteren italienischen Geschwindigkeitsrekord auf.

## Technik
Die Strecke wurde im Abschnitt zwischen Turin und Novara im Februar 2006 mit ETCS ausgerüstet.